# انتشار خط دید

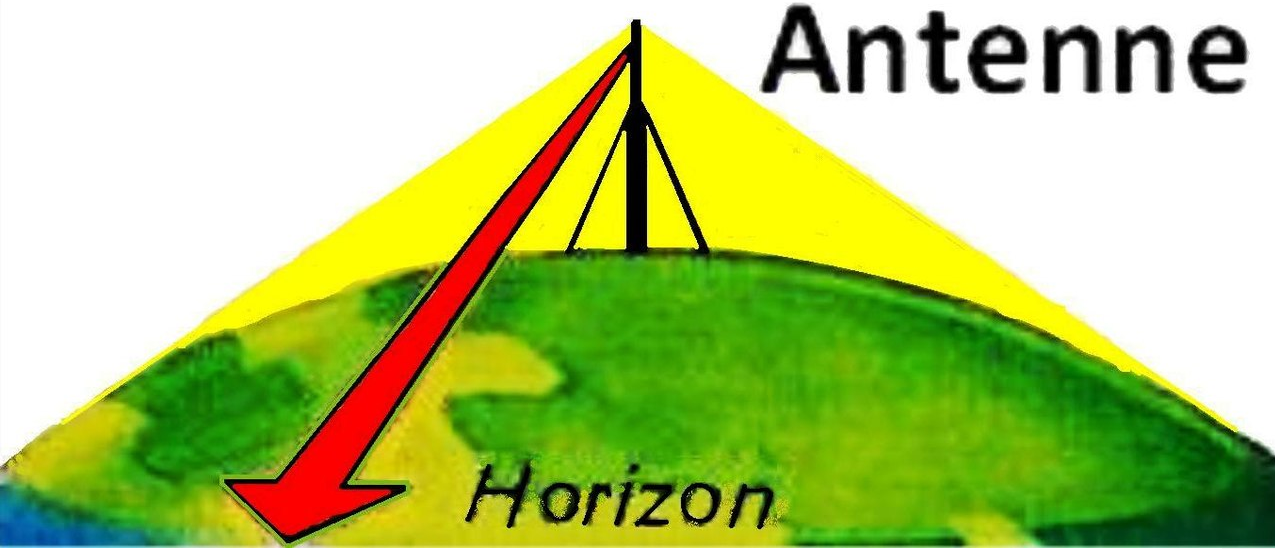
گستره خط دید نسبت به آنتن

انتشار خط دید یا گستره خط دید (به انگلیسی: Line-of-sight propagation) ویژگی تابش الکترومغناطیسی یا انتشار موج صوتی است که به معنای حرکت امواج در یک مسیر مستقیم از منبع به گیرنده است. انتقال الکترومغناطیسی شامل انتشار نور است که در یک خط مستقیم حرکت می‌کند. پرتوها یا امواج ممکن است توسط اتمسفر و موانع با مواد پراش، شکست، بازتاب یا جذب شوند و به‌طور کلی نمی‌توانند در افق یا پشت موانع حرکت کنند.